# Педука (Техас)
Педука (англ. Paducah) — місто (англ. town) в США, в окрузі Коттл штату Техас. Населення — 1063 особи (2020).

## Географія
Педука розташована за координатами 34°0′50″ пн. ш. 100°18′13″ зх. д. / 34.01389° пн. ш. 100.30361° зх. д. (34.014005, -100.303693).  За даними Бюро перепису населення США в 2010 році місто мало площу 3,91 км², з яких 3,90 км² — суходіл та 0,01 км² — водойми.

### Клімат
| Клімат : Педука       | Клімат : Педука | Клімат : Педука | Клімат : Педука | Клімат : Педука | Клімат : Педука | Клімат : Педука | Клімат : Педука | Клімат : Педука | Клімат : Педука | Клімат : Педука | Клімат : Педука | Клімат : Педука | Клімат : Педука |
| Показник              | Січ.            | Лют.            | Бер.            | Квіт.           | Трав.           | Черв.           | Лип.            | Серп.           | Вер.            | Жовт.           | Лист.           | Груд.           | Рік             |
| Середній максимум, °C | 12,2            | 15,0            | 19,4            | 25,0            | 28,9            | 33,3            | 36,1            | 35,0            | 30,6            | 25,6            | 18,3            | 13,3            | 24,4            |
| Середній мінімум, °C  | −2,8            | −0,6            | 3,3             | 8,9             | 13,9            | 18,9            | 21,1            | 20,6            | 16,1            | 10,0            | 3,3             | −1,1            | 9,4             |
| Норма опадів, мм      | 20              | 23              | 33              | 46              | 94              | 86              | 51              | 56              | 69              | 56              | 28              | 25              | 582             |
| --------------------- | --------------- | --------------- | --------------- | --------------- | --------------- | --------------- | --------------- | --------------- | --------------- | --------------- | --------------- | --------------- | --------------- |
| Джерело: Weatherbase  |                 |                 |                 |                 |                 |                 |                 |                 |                 |                 |                 |                 |                 |

## Демографія
Згідно з переписом 2010 року, у місті мешкало 1186 осіб у 542 домогосподарствах у складі 336 родин. Густота населення становила 304 особи/км².  Було 756 помешкань (194/км²).
Расовий склад населення:
| - 79,7 % — білих - 10,2 % — чорних або афроамериканців - 0,1 % — вихідців з тихоокеанських островів - 0,1 % — корінних американців - 7,9 % — осіб інших рас |

До двох чи більше рас належало 2,0 %. Частка іспаномовних становила 22,3 % від усіх жителів.
За віковим діапазоном населення розподілялося таким чином: 23,5 % — особи молодші 18 років, 52,1 % — особи у віці 18—64 років, 24,4 % — особи у віці 65 років та старші. Медіана віку мешканця становила 47,0 року. На 100 осіб жіночої статі у місті припадало 87,4 чоловіків;  на 100 жінок у віці від 18 років та старших — 80,3 чоловіків також старших 18 років.
Середній дохід на одне домашнє господарство  становив 37 447 доларів США (медіана — 31 859), а середній дохід на одну сім'ю — 43 667 доларів (медіана — 37 401). За межею бідності перебувало 28,2 % осіб, у тому числі 49,3 % дітей у віці до 18 років та 20,4 % осіб у віці 65 років та старших.
Цивільне працевлаштоване населення становило 478 осіб. Основні галузі зайнятості: освіта, охорона здоров'я та соціальна допомога — 31,6 %, сільське господарство, лісництво, риболовля — 12,3 %, будівництво — 11,7 %, публічна адміністрація — 11,5 %.